# Guion Bluford
Guion Stewart Bluford Jr. (Filadélfia, 22 de novembro de 1942) é um ex-astronauta norte-americano, veterano de quatro missões do ônibus espacial. Foi o primeiro astronauta negro dos Estados Unidos a ir ao espaço.
Formado em engenharia aeroespacial pela Universidade Estadual da Pensilvânia, entrou para a Força Aérea dos Estados Unidos qualificando-se como piloto em janeiro de 1966. Enviado para a Guerra do Vietnã, participou de 144 missões de combate durante a guerra, 65 delas sobre o Vietnã do Norte. Fazendo carreira como oficial da Força Aérea na década de 1970, atingindo a patente de coronel, Bluford acumulou um total de 5200 horas de voo em diversos tipos de aeronave de combate e de treinamento.

## NASA
O coronel Bluford entrou para o corpo de astronautas da NASA em 1978, trabalhando até 1983 em funções técnicas em terra. Sua primeira missão espacial foi na STS-8 Challenger, lançada em agosto de 1983, a primeira missão do ônibus espacial com lançamento e aterrissagem noturnos.
Sua segunda missão foi em outubro de 1985, a STS-61-A Discovery, uma missão de sete dias que foi a primeira com oito tripulantes e realizou estudos científicos com o Spacelab, com a participação de três astronautas-cientistas europeus.
Em abril de 1991 ele voltou ao espaço como especialista de missão da STS-39 Discovery, missão dedicada ao Departamento de Defesa dos Estados Unidos. Completou suas experiências em órbita em dezembro de 1992, na STS-53 da Discovery, outra missão dedicada ao Departamento de Defesa. Com suas quatro missões espaciais, Bluford acumulou um tempo total de 28 dias completos no espaço.
Deixando a NASA em 1993, passou a ocupar posições de direção na iniciativa privada, em empresas ligadas ao programa aeroespacial norte-americano.